# Nicole Vaidišová
Nicole Vaidišová (* 23. dubna 1989 Norimberk) je bývalá česká profesionální tenistka, která na okruh ITF vstoupila v roce 2003 a kdy se téhož roku stala profesionální tenistkou.
V březnu 2010 po sérii neúspěchů a propadu v žebříčku až na 176. místo ukončila ve 20 letech kariéru. V září roku 2014 se vrátila do profesionálního tenisu vítězstvím v prvním kole turnaje ITF v Albuquerque. Dne 20. července 2016 oznámila po sérii neúspěchů a zdravotních problémech ve 27 letech definitivní ukončení kariéry. Jejím posledním turnajem v kariéře tak zůstane turnaj série ITF v Győru, kde vypadla v osmifinále.
Ve své kariéře na okruhu ITF získala dva tituly ve dvouhře, přičemž ten první si připsala v říjnu 2003 v Plzni. Na okruhu WTA vyhrála šest turnajů ve dvouhře, když první titul si připsala v srpnu 2004 na jediném ročníku turnaje ve Vancouveru, kde se ziskem titulu stala šestou nejmladší vítězkou singlového turnaje WTA v historii, když jej vyhrála ve věku 15 let, 3 měsíců a 23 dnů. Ve čtyřhře nezískala žádný titul.
Na žebříčku WTA byla ve dvouhře nejvýše klasifikována v květnu 2007 na 7. místě, ve čtyřhře pak v říjnu 2006 na 128. místě.
Ve českém fedcupovém týmu debutovala v roce 2005 v Praze v rámci světové skupiny II, když se Česko snažilo probojovat do semifinále přes tým Japonska. Debut zahájila výhrou nad Aiko Nakamuraová 6–3, 6–1. Česko vyhrálo i díky jednomu bodu Vaidišové 3–2. Ve své kariéře v soutěži nastoupila k čtrnácti mezistátním utkáním s bilancí 11–1 ve dvouhře a 1–1 ve čtyřhře.
Česko reprezentovala na Letních olympijských hrách 2008 v Pekingu, kde ve dvouhře prohrála v prvním kole s Francouzkou Alizé Cornetovou 6–4, 1–6, 4–6. Ve čtyřhře spolu s Ivetou Benešovou nepřešly přes úvodní kolo, když podlehly americké dvojici a pozdějším olympijským vítězkám Sereně a Venus Williamsovým 6–4, 5–7, 1–6.

## Tenisová kariéra

### 2003
Na okruhu ITF debutovala v roce 2003, kdy se probojovala do finále tří turnajů v řadě a bez ztráty setu zvítězila v říjnu 2003 na turnaji v Plzni.

### 2004
Druhý triumf na okruhu ITF vybojovala v únoru 2004 v Columbusu. Na okruhu WTA debutovala v březnu 2004 v Acapulcu, kde postoupila do čtvrtfinále. První turnajový titul získala v srpnu 2004 ve Vancouveru, který byl teprve jejím třetím turnajem WTA, na který se jako kvalifikantka probojovala, a porazila zde čtyři z pěti nejvýše nasazených hráček. Ve věku 15 let, 3 měsíců a 23 dnů se tak stala šestou nejmladší vítězkou turnaje WTA v historii, nejníže umístěnou hráčkou na žebříčku (180. místo) a druhou kvalifikantkou ze tří, které v roce 2004 na okruhu WTA zvítězily. V říjnu 2004 jako 103. hráčka žebříčku získala na turnaji v Taškentu svůj druhý titul WTA a postoupila na 72. místo. Sezónu 2004 zakončila jako 77. hráčka žebříčku. Přestože úspěchů mezi dospělými dosahovala již ve svých 14 letech, je třeba zmínit její finálovou účast v juniorce Australian Open v lednu 2004.

### 2005
V dubnu 2005 postoupila mezi nejlepších 50 hráček žebříčku WTA a zaznamenala první vítězství nad některou z hráček elitní světové desítky, když v 2. kole turnaje v Charlestonu porazila ve třech setech světovou šestku Anastasiji Myskinovou.
V říjnu 2005 triumfovala na třech turnajích během tří týdnů v Soulu, Tokiu a Bangkoku, když vyhrála 15 utkání v řadě. Stala se šestou ženou v historii, která vyhrála 5 turnajů okruhu WTA před dovršením 17 let. Sezónu 2005 zakončila na 15. místě žebříčku.

### 2006
V květnu 2006 získala ve Štrasburku svůj šestý turnajový titul. Na grandslamovém French Open v červnu 2006 postoupila do semifinále, když ve 4. kole vyřadila světovou jedničku a nejvýše nasazenou hráčku Amélii Mauresmovou a ve čtvrtfinále 11. nasazenou Venus Williamsovou. Při svém debutu na turnaji ve Stanfordu se jako 3. nasazená hráčka dostala do semifinále, kde podlehla 7:5 6:2 nejvýše nasazené a pozdější celkové vítězce Kim Clijstersové. Na turnaji v San Diegu se jako 7. nasazená znovu dostala do semifinále, kde opět podlehla nejvýše nasazené Kim Clijstersové 6:2 7:6(0).
Po úspěchu v San Diegu se Vaidišová posunula v žebříčku z 12. na 9. místo, poprvé tak pronikla mezi deset nejlepších hráček žebříčku WTA a stala se 12. nejmladší hráčkou v historii, které se podařilo do top 10 dostat (17 let, 3 měsíce, 2 týdny). Ve čtvrtfinálovém utkání Kremlin Cupu v Moskvě podruhé v sezóně porazila Amélii Mauresmovou, když se jí podařilo zvrátit nepříznivý stav 1:6 2:5 a odvrátit tři mečboly. V semifinále však prohrála s Naděždou Petrovovou. Na turnaji US Open vypadla již ve třetím kole, když podlehla pozdější semifinalistce Jeleně Jankovićové. Sezónu zakončila poprvé v kariéře jako hráčka světové desítky – patřilo jí 10. místo.

### 2007

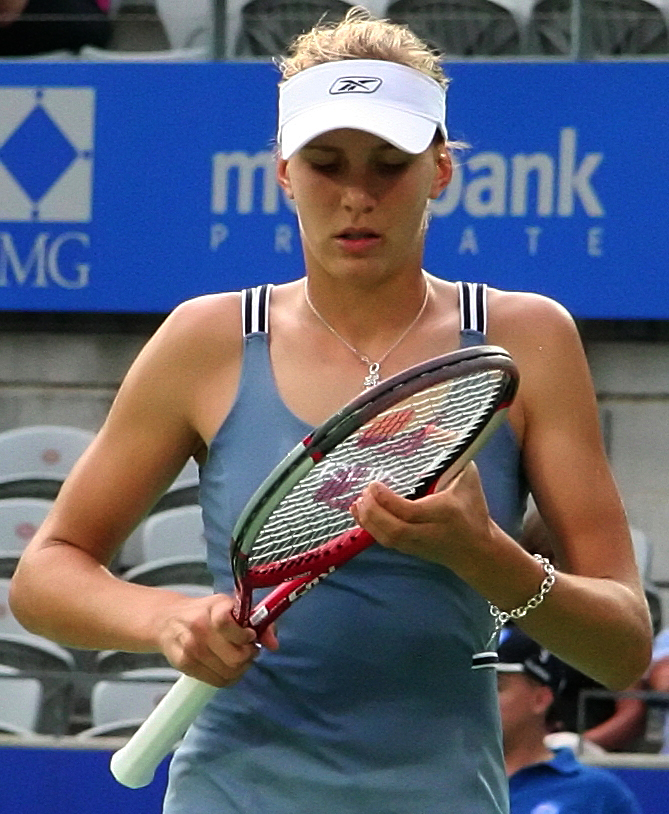
Nicole Vaidišová na Medibank International v Sydney v roce 2006

Rok 2007 zahájila semifinálovou účastí na turnajích v Sydney (podlehla Jankovićové) a Australian Open (prohrála s pozdější vítězkou Serenou Williamsovou), které ji posunuly na 9. místo žebříčku WTA. Ve Fed Cupu 21.–22. dubna proti Slovensku porazila jak dvojku Dominiku Cibulkovou, tak jedničku Danielu Hantuchovou.
Na Roland Garros se probojoval do čtvrtfinále, kde nestačila na čtvrtou nasazenou Jelenu Jankovičovou. O necelý měsíc později ve Wimbledonu ji ve čtvrtfinále porazila turnajová šestka Ana Ivanovićová ve vyrovnaném zápase, který prohrála kvůli nepodařenému závěru, kdy vedla již 5:2, ovšem Ivanovičová tento set vyhrála. Po Wimbledonu se potýkala s mononukleózou, i kvůli tomu se propadla v žebříčku až na 16. pozici.
Na US Open skončila ve 3. kole, kde ji přehrála nasazená sedmnáctka, Izraelka Šachar Pe'erová. Na závěr sezóny se ukázala ještě v Curychu a Linci, na obou turnajích skončila v semifinále – v Curychu se světovou jedničkou Justine Heninovou z Belgie a v Linci se Slovenkou Danielou Hantuchovou. Tyto výsledky ji zajistily konečné 12. místo.

### 2008
Prvním turnajem v roce 2008 se stal Gold Coast, kde ve čtvrtfinále podlehla čínské tenistce Li Na. O týden později na turnaji v Sydney postoupila až do semifinále, kde ji ve dvou setech porazila druhá nasazená Světlana Kuzněcovová. Na Australian Open se probojovala do 4. kola, když porazila po řadě Olaruovou z Rumunska, domácí Molikovou, Japonku Sugiyamaovou a nestačila na sedmou nasazenou Serenu Williamsovou.
Na začátku února hrála Fed Cup o postup do I. světové skupiny  opět se Slovenskem, kde suverénně vyhrála nad oběma soupeřkami, poté se však rozhodla dočasně z Fed Cupu odejít a soustředit se na vylepšení aktuálního 19. místa v žebříčku WTA. V současné době se Nicole velice trápí. Její hra přestává být intenzivní, nehýbe se na kurtu tak, jako na začátku roku. Dokonce se rozešla se svým trenérem, nevlastním otcem, Alešem Kodatem. Po pár dnech ovšem našla náhradu. Oficiálně od 10. dubna ji trénoval bývalý kouč Tima Henmana a Xaviera Malisse – David Felgat.
Téměř po třech měsících se konečně dočkala výhry. V Birminghamu, přípravném zápasu na Wimbledon, porazila Nathalie Dechyovou a konečně mohla slavit svoji první výhru s novým trenérem. Ve Wimbledonu se Nicole nadmíru dařilo, když se propracovala až do čtvrtfinále, například přes světovou osmičku Annu Čakvetadzeovou.
Totéž však nedokázala zopakovat na Olympijských hrách 2008 v Pekingu, když vypadla už v prvním kole s Alizé Cornetovou ve třech setech 4:6, 6:1, 6:4. Na začátku roku 2009 osobně požádala opět o otcovu pomoc. Hned ze začátku Kodatova působení v prvních pěti turnajích přešla přes 1. kolo.

### 2014
Návrat do profesionálního tenisu proběhl téměř po pěti letech 16. září 2014, když na americkém turnaji okruhu ITF v Albuquerque s dotací 75 000 dolarů porazila v prvním kole 191. hráčku žebříčku Sesil Karatančevovou, reprezentující Kazachstán, výsledkem 6–3 a 6–4. Ve druhém však nestačila na Britku Johannu Kontaovou 6–1, 1–6 a 4–6.

## Osobní život
S tenisem začala ve věku 6 let, její trenér byl David Felgat. Trénovala mimo jiné v proslulé Tenisové akademii Nicka Bollettieriho. Vyznává celodvorcovou hru, její největší zbraní je forhend. Je pravačka, hraje obouručný bekhend. Hovoří česky, německy (v Německu žila do svých 6 let) a anglicky, učí se francouzsky. V březnu 2010 ukončila ve 20 letech profesionální kariéru a v září 2014 se po dlouhých čtyřech letech vrátila na tenisové kurty.
Dne 17. července 2010 se v katedrále svatého Víta provdala za českého tenistu Radka Štěpánka, se kterým se o tři roky později rozvedla. V roce 2014 navázala vztah s golfistou Danielem Suchanem a tři roky poté obnovila partnerský vztah s exmanželem Štěpánkem, za něhož se podruhé provdala v květnu 2018. Do manželství se 6. července téhož roku narodila dcera Stella. Dne 16. prosince 2021 se páru narodila druhá dcera Meda.

## Finálové účasti na turnajích WTA Tour
| Legenda                         |
| ------------------------------- |
| D – dvouhra; Č – čtyřhra        |
| Grand Slam (0)                  |
| WTA Tour Championships (0)      |
| Tier I (0)                      |
| Tier II (0)                     |
| Tier III, IV & V (6–1 D; 0–0 Č) |

### Dvouhra: 7 (6–1)
| Stav       | Č. | Datum           | Turnaj              | Povrch | Finalistka         | Výsledek          |
| ---------- | -- | --------------- | ------------------- | ------ | ------------------ | ----------------- |
| Vítězka    | 1. | 15. srpna 2004  | Vancouver, Kanada   | tvrdý  | Laura Granvilleová | 2–6, 6–4, 6–2     |
| Vítězka    | 2. | 17. října 2004  | Taškent, Uzbekistán | tvrdý  | Virginie Razzanová | 5–7, 6–3, 6–2     |
| Finalistka | 1. | 21. května 2005 | Istanbul, Turecko   | antuka | Venus Williamsová  | 3–6, 2–6          |
| Vítězka    | 3. | 2. října 2005   | Soul, Jižní Korea   | tvrdý  | Jelena Jankovićová | 7–5, 6–3          |
| Vítězka    | 4. | 8. října 2005   | Tokio, Japonsko     | tvrdý  | Taťána Golovinová  | 7–6(4), 3–2 skreč |
| Vítězka    | 5. | 16. října 2005  | Bangkok, Thajsko    | tvrdý  | Naděžda Petrovová  | 6–1, 6–7(5), 7–5  |
| Vítězka    | 6. | 27. května 2006 | Štrasburk, Francie  | antuka | Pcheng Šuaj        | 7–6(7), 6–3       |

## Vítězství na okruhu ITF

### Dvouhra (2)
| Č. | Datum          | Turnaj        | Povrch         | Finalistka        | Výsledek    |
| 1. | 19. říjen 2003 | Plzeň, Česko  | koberec (hala) | Andrea Hlaváčková | 7–6(5), 6–4 |
| 2. | 22. února 2004 | Columbus, USA | tvrdý (hala)   | Pcheng Šuaj       | 7–6(5), 7–5 |

## Chronologie výsledků ve dvouhře
Stav tabulky k turnaji BNP Paribas Open v Indian Wells, který skončil 11. března 2009.
| Grand Slam                    |             |             |             |             |             |             |       |         |
| Australian Open               | A           | A           | 3k          | 4k          | SF          | 4k          | 1k    | 13–5    |
| French Open                   | A           | LQ          | 2k          | SF          | QF          | 1k          | 1k    | 12–6    |
| Wimbledon                     | A           | LQ          | 3k          | 4k          | QF          | QF          | 1k    | 13–6    |
| US Open                       | A           | 1k          | 4k          | 3k          | 3k          | 2k          | LQ    | 11–5    |
| Grand Slam Win-Loss           | 0–0         | 5–3         | 8–4         | 13–4        | 15–4        | 8–4         | 0–3   | 49–22   |
| Turnaj mistryň                |             |             |             |             |             |             |       |         |
| WTA Tour Championships        | A           | A           | A           | A           | A           | A           |       | 0–0     |
| Turnaje WTA Premier Mandatory |             |             |             |             |             |             |       |         |
| Indian Wells                  | A           | A           | 3k          | A           | QF          | 2k          | 3k    | 7–4     |
| Key Biscayne                  | A           | 1k          | 3k          | A           | QF          | 2k          | 3k    | 7–5     |
| Madrid                        | nekonáno    | nekonáno    | nekonáno    | nekonáno    | nekonáno    | nekonáno    | A     | 0–0     |
| Peking                        | NH          | Ne v Tier I | Ne v Tier I | Ne v Tier I | Ne v Tier I | Ne v Tier I |       | 0–0     |
| Turnaje WTA Premier 5         |             |             |             |             |             |             |       |         |
| Dubaj                         | Ne v Tier I | Ne v Tier I | Ne v Tier I | Ne v Tier I | Ne v Tier I | Ne v Tier I | 1k    | 0–1     |
| Řím                           | A           | A           | A           | 2k          | A           | 1k          | A     | 1–2     |
| Cincinnati                    | NH          | Ne v Tier I | Ne v Tier I | Ne v Tier I | Ne v Tier I | Ne v Tier I | A     | 0–0     |
| Montréal / Toronto            | A           | A           | QF          | 3k          | A           | 1k          | A     | 4–2     |
| Tokio                         | A           | A           | A           | QF          | A           | A           | A     | 2–1     |
| Dřívější turnaje WTA Tier I   |             |             |             |             |             |             |       |         |
| Dauha                         | Ne v Tier I | Ne v Tier I | Ne v Tier I | Ne v Tier I | Ne v Tier I | A           | NH    | 0–0     |
| Charleston                    | A           | A           | QF          | 2k          | 2k          | A           | NM5   | 3–3     |
| Berlín                        | A           | A           | A           | A           | A           | 1k          | NM5   | 0–1     |
| Moskva                        | A           | A           | A           | SF          | QF          | 1k          | NM5   | 5–3     |
| Curych                        | A           | A           | A           | 1k          | SF          | Ne v Tier I | NH    | 3–2     |
| San Diego                     | Ne v Tier I | A           | A           | SF          | A           | Ne          | Ne    | 3–1     |
| Odehraných turnajů            | 1           | 9           | 17          | 18          | 14          | 19          | 7     | 83      |
| Finalistka                    | 0           | 0           | 1           | 0           | 0           | 0           | 0     | 1       |
| Vítězka                       | 1           | 2           | 3           | 1           | 0           | 0           | 0     | 7       |
| Celkově výhry/prohry          | 4–0         | 31–8        | 48–15       | 39–16       | 37–14       | 19–19       | 11–15 | 189–892 |
| žebř. WTA/konec roku          | –           | 77.         | 15.         | 10.         | 12.         | 41.         | 187.  | N/A     |

| Legenda | Legenda                                   | Legenda | Legenda                     |
| ------- | ----------------------------------------- | ------- | --------------------------- |
| SR      | poměr vyhraných turnajů ku všem odehraným | W–L V–P | výhry–prohry                |
| NH      | daný rok se turnaj nekonal                | A       | turnaje se hráč nezúčastnil |
| 1Q / LQ | prohra v (kole) kvalifikace               | 1k / 1R | prohra v daném kole turnaje |
| QF / ČF | prohra ve čtvrtfinále                     | SF      | prohra v semifinále         |
| F       | prohra ve finále                          | Vítěz   | vítězství v turnaji         |

- 2 včetně okruhu ITF

## Finanční odměny
| sezóna  | tituly     | tituly   | tituly | výdělek           | pořadí |
| sezóna  | Grand Slam | WTA Tour | celkem | (americké dolary) | pořadí |
| ------- | ---------- | -------- | ------ | ----------------- | ------ |
| 2003    | 0          | 0        | 0      | 1,568             | 879    |
| 2004    | 0          | 2        | 2      | 87,753            | 130    |
| 2005    | 0          | 3        | 3      | 391,316           | 32     |
| 2006    | 0          | 1        | 1      | 737,913           | 15     |
| 2007    | 0          | 0        | 0      | 875,623           | 13     |
| 2008    | 0          | 0        | 0      | 509,762           | 33     |
| 2009    | 0          | 0        | 0      | 130,948           | 124    |
| 2010*   | 0          | 0        | 0      | 294               | 374    |
| Celkově | 0          | 6        | 6      | 2,735,177         | 87     |

## Vzájemný poměr zápasů
Vzájemný poměr zápasů Vaidišové s hráčkami první světové desítky (ty, které byly na 1. místě žebříčku WTA jsou tučně zvýrazněny):
- Samantha Stosurová 6-0
- Jelena Jankovićová 6–3
- Daniela Hantuchová 5–1
- Anna Čakvetadzeová 3–0
- Flavia Pennettaová 3–1
- Amélie Mauresmová 3–2
- Dinara Safinová 2–0
- Marion Bartoliová 2–0
- Viktoria Azarenková 2–1
- Conchita Martínezová 1–0
- Anastasija Myskinová 1–0
- Chanda Rubinová 1–0
- Alicia Moliková 1–0
- Venus Williamsová 1–1
- Jelena Dementěvová 1–1
- Ai Sugijamová 1–2
- Ana Ivanovićová 1–3
- Naděžda Petrovová 1–3
- Lindsay Davenportová 0–1
- Martina Hingisová 0–1
- Mary Pierceová 0–1
- Věra Zvonarevová 0–1
- Patty Schnyderová 0–1
- Kim Clijstersová 0–2
- Li Na 0–3
- Serena Williamsová 0–4
- Justine Heninová 0–4
- Světlana Kuzněcovová 0–5